# Oncometopia salvadorensis
Oncometopia salvadorensis är en insektsart som beskrevs av Schröder 1959. Oncometopia salvadorensis ingår i släktet Oncometopia och familjen dvärgstritar. Inga underarter finns listade i Catalogue of Life.